# フロネシス
フロネシス（古希: φρόνησις、古代ギリシア語ラテン翻字: phronesis、プロネーシス）とは、古代ギリシア哲学、特にプラトン・アリストテレスによる哲学的な概念であり、知的・賢明に思考・判断・実践できる能力を指す。知慮、思慮、賢慮、知恵などと訳される。

## 概説
プラトンは『国家』第4巻において、このプロネーシス（知慮）を、アンドレイア（勇気）、ソープロシュネー（節制）、ディカイオシュネー（正義）と共に、国家にも個人にも共通して求められる徳性として言及しており、これが後世において枢要徳（四元徳）と呼ばれるようになった。
アリストテレスは『ニコマコス倫理学』第6巻の「知的な徳性（卓越性）」の説明の第7章において、「学知（エピステーメー）と直知（ヌース）を備えた根源的・相対的な知」である「Σοφια ソフィア（智慧）」と対比させる形で、「実践的・相対的・個別的な知」である「Φρόνησις フロネシス（知慮）」を説明している。
アリストテレスは、「倫理的（実践的）な徳性（卓越性）」に関して、「中庸」（メソテース）を守ることが大事であると説く。中庸とは、実践的・相対的な徳性に関して、極端に走らず「適度」を維持する態度のことであり、勇敢（臆病と蛮勇）、節制（快楽と苦痛）、寛厚と豪華（財貨について）、矜持（名誉について）、温和（怒りについて）、親愛と真実（正直）と機知（交際について）等を指している。そして中庸を守る徳性をプロネシスであるとする。

### 日本
2006年頃から野中郁次郎がフロネシスの重要性を提唱し続けている。科学的知識と実践的知識を融合して、創造的な行動をする能力を指している。「個別具体的な場面のなかで、全体の善のために、意思決定し行動すべき最善の振る舞い方を見出す能力」である。深い倫理観、歴史観、社会観、政治観、美的感覚に基づく判断・行動である。そのため個人と社会の成熟が必要とされている。
野中郁次郎は、2011-2012年に福島原発事故独立検証委員会委員として活動したときに、首相官邸と東京電力の福島原発事故への対応を検証し、「失敗の本質」で28年前に指摘した日本軍の失敗の原因である「フロネシスの欠如」を目の当たりにしたとしている。2006年12月に黒川清が首相官邸で野中の論文を引用したにもかかわらず、そのまま引きずっているからである。
1. イデオロギーに縛られ、現実的な対処ができなかった。
2. 同質的メンバーで独善的に対処した。
3. 官僚制を生かす統合・統制能力の欠如。

野中は、「フロネティック・リーダー」が日本を再生させると考えている。
彼らの持つべき能力として、野中は次の6点を挙げる。
1. 善い目的を作る
2. 場をタイムリーに作る
3. ありのままの現実を直観する
4. 直観の本質を物語る
5. 物語を実現する政治力
6. 実践知を組織化する